# ماكسيميليانو ليونيل رودريغيز
ماكسيميليانو ليونيل رودريغيز (بالإسبانية: Maximiliano Leonel Rodríguez)‏ هو لاعب كرة قدم أرجنتيني في مركز الوسط، ولد في 1 أبريل 1994 في بوينس آيرس في الأرجنتين. لعب مع أرجنتينوس جونيورز وإمباكت مونتريال.

## وصلات خارجية
- ماكسيميليانو ليونيل رودريغيز على موقع الدوري الأمريكي (الإنجليزية)
- ماكسيميليانو ليونيل رودريغيز على موقع قاعدة بيانات كرة القدم.إي يو (الإنجليزية)